# 米国ファイナンス学会
米国（ American Finance Association、略称AFA）は、ファイナンス（金融経済学）の研究と知識の普及に重点を置く学術団体である。設立は1939年。学会誌は『Journal of Finance』   は1946年に創刊された。
日本金融学会は設立が1943年と同時期も、銀行中心の日本の金融システムの特異性を反映し、銀行行動や金融政策を主たる関心としており、ファイナンス研究のなかの一部の分野に偏っていた。一方で、日本ファイナンス学会（NFA）は、アメリカで誕生した現代ファイナンス研究を主たる関心とした本邦初の学会ですが、その創設は1993年なので、かなり遅れて発足となった。

## 協会の目的
協会の目的は以下の通りである：
- ファイナンスに関心を持つ人々の相互団体として活動する。
- ファイナンス問題に関する一般の理解を深める
- Journal of Financeやその他のメディアの配布を通じて、金融に関する意見交換を行う。
- 大学におけるファイナンス研究を奨励する。
- ファイナンス分野における非営利の専門学会にふさわしいその他の活動を行う。

## 協会会員
2022年、同協会の会員数は12,000人を超えている。さまざまな会員オプションがあり、誰でも入会できる。

## 協会運営
協会の運営は、役員と理事会の両方によって監督されている。  これらの役職はすべて、さまざまな大学の教員が務めている。 理事会は持ち回りで、重要な決定や方針を補佐している。

## 学会誌
Journal of Finance（ジャーナル・オブ・ファイナンス、略称JF、通称ジェイエフ） は、  ファイナンスの全分野をカバーする学術誌 である。 1946年に創刊された。  
Journal Citation Reports によると、2015年 インパクトファクター は5.290。 現在の編集者はAntoinette Schoar。
TheJournal of Finance、The Review of Financial Studies（RFS）、Journal of Financial Economics （JFE）がファイナンスのトップ3ジャーナルと言われている。

## 年次総会
協会の年次総会は毎年1月に、アメリカ経済学会、 EconometricSociety、Allied Social Science AssociationsAllied Social Science Associationsの一部として、North American Winter Meetings of the  Econometric Society と合同で開催される。
会長がテーマを決めて講演するほか、さまざまな金融論文の発表がある。 
AFA、 Western Finance Association Meetings、 Society for Financial Studies Cavalcadeは、世界三大総合ファイナンス学会と言われている。最近の年次総会の開催地：
- 2015年 マサチューセッツ州ボストン
- 2016年 カリフォルニア州サンフランシスコ
- 2017年 イリノイ州シカゴ
- 2018年 ペンシルベニア州フィラデルフィア
- 2019年 ジョージア州アトランタ
- 2020年 カリフォルニア州サンディエゴ
- 2021年 バーチャル年次総会
- 2022年 バーチャル年次総会

## 元会長と現会長
元会長 と現会長は以下。
- 1940   Kenneth Field[14]
- 1941   Chelcie C. Bosland[14]
- 1942   Charles L. Prather[14]
- 1943   John D. Clark[14]
- 1944 No President
- 1945 No President
- 1946   Harry G. Guthman[14]
- 1947   Lewis A. Froman[14]
- 1948   Benjamin H. Beckhart[14]
- 1949   Neil H. Jacoby[14]
- 1950   Howard R. Bowen[14]
- 1951   Raymond J. Saulnier[14]
- 1952   Edward E. Edwards[14]
- 1953   Roland I. Robinson[14]
- 1954   Garfield V. Cox[14]
- 1955   Norris O. Johnson[14]
- 1956   Miller Upton[14]
- 1957   Marshall D. Ketchum[14]
- 1958   Lester V. Chandler[14]
- 1959   James J. O'Leary[14]
- 1960   Paul M. Van Arsdell[14]
- 1961   Arthur M. Weimer[14]
- 1962   Bion B. Howard[14]
- 1963   George T. Conklin Jr.[14]
- 1964   Roger F. Murray[14]
- 1965   George Garvy[14]
- 1966   J. Fred Weston[14]
- 1967   Robert V. Roosa[14]
- 1968   Harry C. Sauvain[14]
- 1969   Walter E. Hoadley[14]
- 1970   Lawrence S. Ritter
- 1971   Joseph A. Pechman
- 1972   Irwin Friend
- 1973   Sherman J. Maisel
- 1974   John Lintner
- 1975   マイロン・J・ゴードン（Myron J. Gordon）
- 1976   マートン・ミラー（Merton H. Miller）
- 1977   Alexander A. Robichek
- 1978   Burton G. Malkiel
- 1979   Edward J. Kane
- 1980   ウィリアム・フォーサイス・シャープ（William F. Sharpe）
- 1981   フランコ・モディリアーニ（Franco Modigliani）
- 1982   ハリー・マーコウィッツ（Harry M. Markowitz）
- 1983   Stewart C. Myers
- 1984   James C. Van Horne
- 1985   フィッシャー・ブラック（Fischer Black）
- 1986   ロバート・マートン（Robert C. Merton）
- 1987   Richard Roll
- 1988   Stephen A. Ross
- 1989   Michael J. Brennan
- 1990   マイロン・ショールズ（Myron S. Scholes）
- 1991   Robert H. Litzenberger
- 1992   Michael C. Jensen
- 1993   Mark Rubinstein
- 1994   サンフォード・J・グロスマン（Sanford J. Grossman）
- 1995   Martin J. Gruber
- 1996   Eduardo S. Schwartz
- 1997   Hayne E. Leland
- 1998   Edwin J. Elton
- 1999   Hans R. Stoll
- 2000   Franklin Allen
- 2001   George M. Constantinides
- 2002   Maureen O'Hara
- 2003   ダグラス・W・ダイアモンド（Douglas W. Diamond）
- 2004   René M. Stulz
- 2005   John Y. Campbell
- 2006   Richard C. Green
- 2007   Kenneth R. French
- 2008   Jeremy C. Stein
- 2009   J. Darrell Duffie
- 2010   John H. Cochrane
- 2011  ラグラム・ラジャン（Raghuram G. Rajan）
- 2012  シェリダン・ティットマン（Sheridan Titman）
- 2013  Robert Stambaugh
- 2014  Luigi G. Zingales
- 2015  Patrick Bolton
- 2016  Campbell Harvey
- 2017  David Scharfstein
- 2018 Peter DeMarzo
- 2019 David Hirshleifer
- 2020 Kenneth Singleton
- 2021 John Graham
- 2022 Laura Starks
- 2023 Markus Brunnermeier
- 2024 Monika Piazzesi
- 2025 Ulrike Malmendier

## フェロー（終身会員）制度
2000年1月、米国ファイナンス学会の理事会は、学会フェロー協会を設立した。 同協会の目的は、ファイナンスの分野に顕著な貢献をした会員を表彰することである。
フェローは、ファイナンスの分野への貢献によって会員によって選出される。また元会長と将来のすべての会長がフェローに指定される。
毎年、現会長が委員長を務める指名委員会が会員から氏名を募り、5名以内の候補者を指名し、その中から現フェローが最大2名の新フェローを選出する。 現フェローの投票は、次回の年次総会に先立ち、直前会長が行う。

## 学会賞

### Fischer Black Prize
隔年で、年次総会において授与している。同賞は経済学者フィッシャー・ブラックにちなんで名付けられたもので、独創的な研究で金融分野に大きく貢献した優れた若手学者に贈られる。

### Brattle Prizes
年次で、年次総会において授与している。コーポレート・ファイナンス に関する優れた論文に授与される。

### Dimensional Fund Advisors Prizes
年次で、年次総会において授与している。コーポレート・ファイナンス以外の分野における『Journal of Finance』誌の上位3論文に対して授与している。
以前は、アムンディ・パイオニア、アムンディ・スミス・ブリーデン、スミス・ブリーデンがスポンサーとなっていたが、2019年以降は運用会社のディメンショナルがスポンサーとなっている。

### Morgan Stanley-AFA Award for Excellence in Finance
2008年から2016年まで、隔年で5回実施された。ファイナンス分野における卓越したリーダーシップ、個人のキャリア実績に基づいて授与された。